# Félix Morales
Pour les articles homonymes, voir Morales.
Félix Morales, né le 9 juin 1953, est un ancien joueur cubain de basket-ball. Il évolue durant sa carrière au poste de pivot.